# Cosmosoma semifulva
Cosmosoma semifulva är en fjärilsart som beskrevs av Druce 1884. Cosmosoma semifulva ingår i släktet Cosmosoma och familjen björnspinnare. Inga underarter finns listade i Catalogue of Life.